# Toxomerus parvulus
Toxomerus parvulus är en tvåvingeart som först beskrevs av Friedrich Hermann Loew 1866.  Toxomerus parvulus ingår i släktet Toxomerus och familjen blomflugor. Inga underarter finns listade i Catalogue of Life.